# Hans Hauptmann (Schriftsteller)
Hans Hauptmann (geboren 23. November 1865 in Coburg; gestorben 1946 in Hannover) war ein deutscher Schriftsteller und völkisch-nationaler und antisemitischer Publizist. Während der nationalsozialistischen Herrschaft war er Lektor des Rassenpolitischen Amtes und des Deutschen Volksverlages in München. 1932 kritisierte er die „seichten amoralischen Sensationsromane, die die »Jüdin Vicki Baum-Levy« zu schreiben pflegt“.

## Werke
- Wie Seine Hoheit verpöbelte. Roman. Sattler, Braunschweig 1904.
- Gigantomachie. Geschichte einer vornehmen Ehe. Roman. Sattler, Braunschweig 1905.
- Steinigt ihn! Roman aus dem modernen Prag. Sattler, Braunschweig 1905.
- Auf tönernen Füßen. Roman. Buchverlag fürs deutsche Haus, Berlin 1908.
- Sturmlied. Lustspiel in vier Akten. Bloch, Berlin 1909.
- Oberst Möbius. Schauspiel in drei Akten. Bloch, Berlin 1910.
- Fatmeh. Drama. 1911.
- Die nackte Herrin. Drama. 1911.
- Scherbengericht. Schauspiel in drei Akten. Bloch, Berlin 1911.
- Wer bin ich? Ein Roman aus zwei Leben. Berlin 1911.
- Das Fräulein vom Globus. Lustspiel in 3 Akten. Drei Masken, München 1913.
- Ein Teil von jener Kraft. Roman. Reclam, Leipzig 1913.
- Ein Todesflug und andere Novellen. Reclam, Leipzig [1913].
- Der goldene Schatten. Tragikomödie in 3 Akten. Bloch, Berlin 1914.
- Heraus Dein Wälsungen-Schwert. Kriegsgedichte. Madsack, Hannover 1915.
- Im Schatten großer Zeit. Reclam, Leipzig [1915].
- Heraus dein Wälsung-Schwert!. Maasack, Hannover 1915.
- Im Schatten großer Zeit. Reclam, Leipzig [1916].
- Die Rächer. Drama. 1918.
- mit Rudolf Broch: Die westgalizischen Heldengräber aus den Jahren des Weltkrieges 1914-1915. Höfels, Klosterneuburg b. Wien 1918.
- Geistlehre. Geoffenbarte Religionsphilosophie. Hrsg. u. erl. Hans Hauptmann. 3 Bde. Linser, Perlin-Pankow 1923 u. 1928. Neuausgabe: Ed. Geheimes Wissen, Graz 2009, ISBN 978-3-902705-86-0.
- Kämpfe. Roman. 1927.
- Memoiren des Satans. Die Menschheitstragödie im XIX. u. XX. Jahrhundert. Ein satirischer Roman. Deutscher Volksverlag Dr. E. Boepple, München 1929.
- Im Schatten des Goldes. Roman. 1929.
- Jesus der Arier. Deutscher Volksverlag Dr. E. Boepple, München 1930.
- Die moderne Frau!. Deutscher Volksverlag, München [1931].
- „Nationale“ Deutsche unter jüdischer Hypnose. Boepple, München 1932.
- Erneuerung aus Blut und Boden. Die Lappobewegung der finnischen Bauernschaft, ein Weg zur Befreiung vom Bolschewismus. J. F. Lehmanns Verlag, München 1932.
- Deutschlands heimliche Herren!. Deutscher Volksverlag Boepple, München 1932.
- Spuk auf Drachenstein. Operette. 1934.
- Bolschewismus in der Bibel. Adolf Klein, Leipzig 1937. Neuausgabe: Verlag für Ganzheitliche Forschung, Viöl/Nordfriesland 2002.
- Der Glaubensweg eines Siebzigjährigen. Autobiographie. G. Truckenmüller, Stuttgart 1937.
- Die Jahre der Entscheidung 1932-1933. DN-Verlag, Rosenheim 1973.